# قائمة الهاتريك في كأس العالم للأندية
قائمة الهاتريك في كأس العالم للأندية، ومنذ بداية كأس العالم للأندية في سنة 2000 تمكن فقط أربعة لاعبين من أربع دول مختلفة تسجيل ثلاثية (هاتريك) في مباراة واحدة. في المجموع 4 مرات عن 3 نوادي مختلفة في 2 دوريات مختلفة. أول لاعب يحقق هذا الإنجاز هو الأوروغواياني لويس سواريز حيث سجل الهاتريك مع نادي برشلونة عندما فاز على غوانغجو إفرغراند تاوباو 3–0 في 17 ديسمبر 2015. كما سجل البرتغالي كريستيانو رونالدو هاتريك مع ريال مدريد عندما فاز على كاشيما أنتلرز 4–2 بعد الوقت الإضافي في 18 ديسمبر 2016. وسجل الويلزي غاريث بيل هاتريك ثالث مع مع ريال مدريد عندما فاز على كاشيما أنتلرز 3–1 في 19 ديسمبر 2018. وآخر هاتريك سجل من قبل الليبي حمدو الهوني مع الترجي الرياضي التونسي عندما فاز على نادي السد 6–2 في 17 ديسمبر 2019 وكانت أكبر نتيجة في تاريخ كأس العالم للأندية.

## سجل التهديف
- كريستيانو رونالدو يحمل رقم قياسي كاللاعب الوحيد الذي سجل هاتريك في نهائي البطولة. حيث سجل ثلاث أهداف في عام 2016 ضد كاشيما أنتلرز.
- لويس سواريز، كريستيانو رونالدو، غاريث بيل وحمدو الهوني هم الوحيدين الذين سجلوا هاتريك في تاريخ البطولة.[1]
- يحمل لويس سواريز الرقم القياسي لأكثر عدد أهداف في بطولة واحدة. سجل خمسة أهداف في 2015 في اليابان.[2]

## القائمة
| رقم | اللاعب            | النادي         | الخصم         | التوقيت          | النتيجة      | النسخة | الدورة               | التاريخ        | م           |
| --- | ----------------- | -------------- | ------------- | ---------------- | ------------ | ------ | -------------------- | -------------- | ----------- |
| 1   | لويس سواريز       | برشلونة        | غوانغجو       | 39'، 50'، 67 ر'  | 3–0          | 2015   | نصف النهائي          | 17 ديسمبر 2015 | [ 3 ] [ 4 ] |
| 2   | كريستيانو رونالدو | ريال مدريد     | كاشيما أنتلرز | 60 ر'، 98'، 104' | 4–2 (ب.و.إ.) | 2016   | النهائي              | 18 ديسمبر 2016 | [ 5 ] [ 6 ] |
| 3   | غاريث بيل         | ريال مدريد     | كاشيما أنتلرز | 44'، 53'، 55'    | 3–1          | 2018   | نصف النهائي          | 19 ديسمبر 2018 | [ 7 ]       |
| 4   | حمدو الهوني       | الترجي التونسي | السد          | 6'، 42'، 74'     | 6–2          | 2019   | مباراة المركز الخامس | 17 ديسمبر 2019 | [ 8 ] [ 9 ] |

## الإحصائيات
| # | اللاعب            | الهاتريك |
| - | ----------------- | -------- |
| 1 | لويس سواريز       | 1        |
| 1 | كريستيانو رونالدو | 1        |
| 1 | غاريث بيل         | 1        |
| 1 | حمدو الهوني       | 1        |

| # | اللاعب         | الهاتريك |
| - | -------------- | -------- |
| 1 | ريال مدريد     | 2        |
| 2 | الترجي التونسي | 1        |
| 2 | برشلونة        | 1        |

| # | الدوري                           | الهاتريك |
| - | -------------------------------- | -------- |
| 1 | الدوري الإسباني لكرة القدم       | 3        |
| 2 | الرابطة التونسية المحترفة الأولى | 1        |

| # | الدولة     | الهاتريك |
| - | ---------- | -------- |
| 1 | ليبيا      | 1        |
| 1 | البرتغال   | 1        |
| 1 | الأوروغواي | 1        |
| 1 | ويلز       | 1        |